# Adolf Bartels
Adolf Bartels (Wesselburen, 1862. november 15. – Weimar, 1945. március 7.) német újságíró, költő, író, irodalomtörténész és irodalomkritikus.

## Művei

### Versei és drámái
- Gedichte (1889)
- Dichterleben (1890)
- Aus der meerumschlungenen Heimat (1895)
- Der dumme Teufel (1896)
- Martin Luther (1903)

### Kritikái és irodalomtörténészi munkái
- Friedrich Gessler (1892)
- Die deutsche Dichtung der Gegenwart (1897)
- Geschichte der deutschen Litteratur (két kiadás, 1901-02)
- Adolf Stern (1905)
- Heinrich Heine (1906)
- Gerhart Hauptmann (1906)
- Deutsche Literatur. Einsichten und Aussichten (1907)
- Deutsches Schrifttum (1911)